# Sáry Fanny
Sáry Fanny, Sáry Franciska, Saáry Fáni, Sáry Fanni, Sári Fanni (Pest, 1828. február 9. (keresztelés) – Budapest, 1908. január 28.) balett-táncosnő. Aranyváry Emília időszaka előtti vezető magyar prímabalerina.

## Életútja
Apja Saáry (Saári) Antal Szihalomról származó módos bőrkereskedő és csizmadia volt, anyja Kmetty Katalin, 1809. augusztus 6-án kötöttek házasságot Pesten, a terézvárosi plébánián.
Sáry Fanny a Nemzeti Színházon belül működő balettiskolában tanult, már növendékként fellépett 1839-ben. Kezdeti sikerei hatására 1843-ban felkarolta Fáy István, a művészetpártoló gróf. Saját költségén küldte a párizsi Opera iskolájába. A magyar sajtó folyamatosan követte tanulmányait, később is állandó témája volt a pesti lapoknak. 1843-ban Veszter Sándor nagy sikerű első külföldi körutazásának résztvevője volt.
1845 áprilisában néhány előadásra visszatért Pestre, ekkor még óriási sikereket aratva. Az előző évben itt vendégszereplő Fanny Elssler nyomán a „magyar Fanny Elsslernek” nevezték. (Ezt a titulust később Bécsben is kiérdemelte.) A közönség és az újságírók kifogásolták, hogy nem szerződteti a magyar társulat. 
Fáy gróf támogatásának elapadása után Antonio Guerra balettmester karolta fel, és Bécsben ingyen tanította. A La Lune című balettben olyan sikerrel debütált, hogy a Kärtnerthor Theater két évre szerződtette. 1846-ban meghalt Guerra, támogató híján vissza kellett térnie Pestre. 1846. július 18-án mint vendég jelent meg a nemzeti színpadon. Hamarosan a közvélemény nyomásának engedve szerződést kapott a Nemzetitől. A korábbi egyhangú elismerésekkel szemben, egyre több bírálat jelent meg róla, főként állandó erőltetett mosolya és „fesztelen lábdobálása” miatt. A pesti társulatban nem volt olyan balettmester, aki megfelelő kontrollt nyújthatott volna, vagy továbbképezte volna. 
1849-ben férjhez ment Adamovics Artur Dániel bácskai földbirtokoshoz, de – a kor szokásaitól eltérően – színpadi működését nem adta fel. 1849-ben a Nemzeti Színház szinte minden darabjában szerepelt. Április 24-én a Szabad Hangok című darabban, 26-án A kunok című operában adott elő négyes magyar táncot, 30-án az Eszter és Dávid című vígjátékban Pas de deux-t táncolt Kurz Antóniával. Május 24-én a Benyovszky vagy: A kamcsatkai száműzöttek című operában mazurkát adott elő, 30-án a Robin orvos című vígjátékban, június 2-án a Macbeth című nagyoperában, június 15-én a Magyar kivándorlott a bécsi forradalomban című vígjátékban, 18-án a Charlotte kapitány című vígjátékban, 26-án a Fiatal házasok című vígjátékban, július 3-án a Richelieu első párbaja című vígjátékban táncolt. A szabadságharc leverése után további kilenc különböző darabban lépett színpadra. Még 1850-ben is elismerő kritikát kapott: „a spanyol táncban különösen kitűnt, mert nemcsak táncolt, hanem arcjátékával is kifejezni iparkodott a zene és tánc értelmét”. 1851-ig felváltva hol Pesten, hol Bécsben, később végleg Bécsben táncolt.
1882. május 14-én Budapesten, a belvárosi plébánián házasságot kötött Kudlik István királyi táblai bíróval. 1908-ban hunyt el, 79 éves korában, influenza, tüdőlob következtében.
Leánya Adamovits Matild született 1848-ban, keresztelték november 25-én, elhunyt Budapesten, 1932. szeptember 5-én 73 éves korában. Első férje Szabó Grácián, akivel 1869. március 21-én kötött házasságot Pesten, majd elváltak. Második férje Jankovits Miklós.

## Fontosabb szerepei
- A markotányosnő és a postalegény (A. Saint-Léon, 1846)
- Ondine, a hableány (A. Saint-Léon, 1846)
- Adolphe Adam: Giselle (J. Perrot–Campilli F., 1847)
- Jós (Campilli F.–Doppler F., 1849)